# Ghardaïa

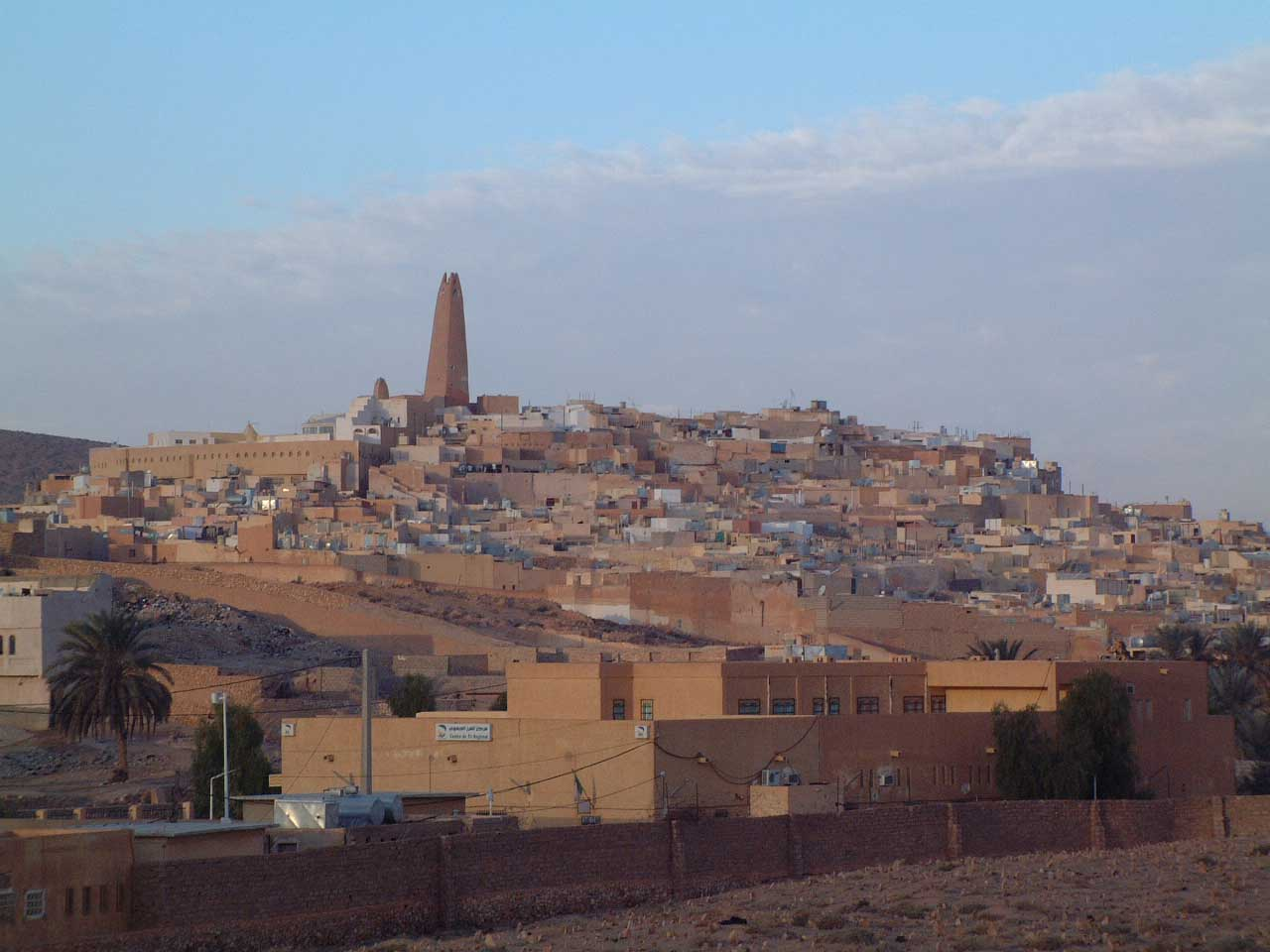
Ghardaïa.

Ghardaïa är en oasstad i Algeriet, den viktigaste i M'Zaboasen i norra delen av Sahara, och är huvudort i provinsen Ghardaïa. Folkmängden i kommunen uppgick till 93 423 invånare vid folkräkningen 2008, varav 92 937 bodde i centralorten.
Ghardaïa är en befäst stad, grundad på 1000-talet och känd för sin särpräglade arkitektur. Staden är, tillsammans med flera andra oasstäder, uppförd på Unescos lista över världens kulturarv under namnet M'Zab. Den är ett religiöst centrum för mozabiterna. I Ghardaïa finns en flygplats, och i närheten finns petroleumfält.